# Cue seznam

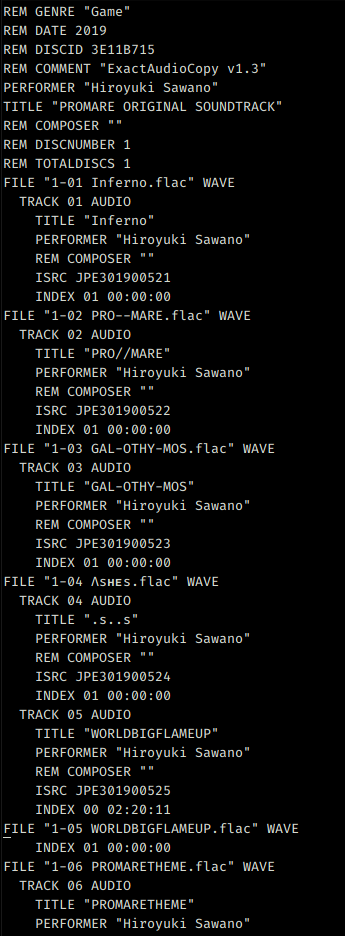

Cue seznam nebo také cue soubor je ASCII textový soubor, který definuje rozvržení stop na kompaktním disku CD. Cue seznamy mají typicky přípony „.cue“. Původně byly využívány programem CDRWIN na vytváření audio CD, ale jsou používány i jinými aplikacemi jak pro vytváření obsahu CD disků, tak programy pro přehrávání hudby.
Pro audio CD jsou v cue seznamu uloženy názvy alb, umělců a písniček (audio stop) a jména používaných zvukových souborů. Mezi používané formáty patří zejména MP3 a WAV. Cue seznamy se používají zejména při vypalování nebo přehrávání livesetů, kde jsou všechny stopy uloženy uvnitř jediného souboru.
Cue seznamy se nehodí pouze na audio, ale i na různé další typy CD ve spojení s obrazem disku (image souborem). Tento obraz má obecně příponu „.bin“.
Úplný popis cue seznamu s výpisem příkazů je k nalezení v dokumentaci k programu CDRWIN.